# Mark Sanford (basket-ball)
Pour les articles homonymes, voir Mark Sanford.
Mark Sanford, né le 7 février 1976, à Dallas, au Texas, est un joueur et entraîneur américain de basket-ball. Il évolue au poste d'ailier fort.